# Carlo Alberto dalla Chiesa
Carlo Alberto dalla Chiesa (27. září 1920, Saluzzo – 3. září 1982, Palermo) byl generálem italských četníků (Arma dei Carabinieri). Je znám svým bojem proti terorismu během 70. let 20. století v Itálii. Čtyři měsíce poté, co byl jmenován prefektem Palerma, byl spolu se svojí manželkou a doprovázejícím je policistou zavražděn zabijáky sicilské mafie.

## Život

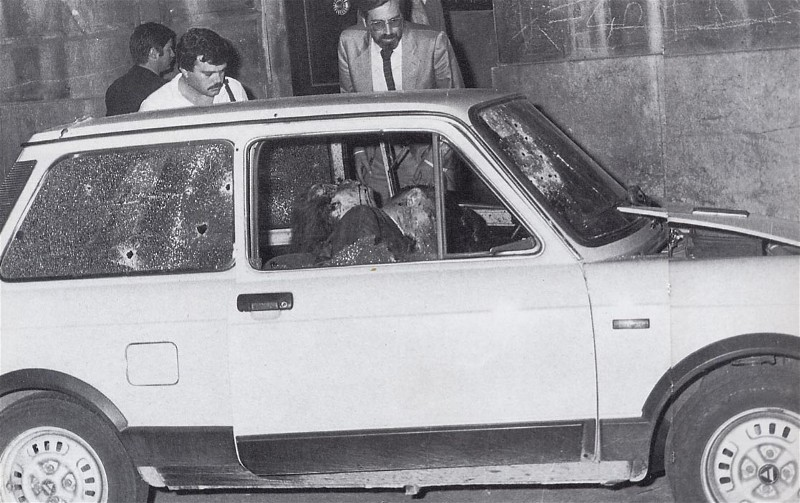
Lancia A112 s prefektem dalla Chiesou po atentátu

Narodil se v Saluzzu v Cuneu. V r. 1974 se stal policejním velitelem v oblasti Piemonte-Valle d'Aosta; v Turíně vytvořil protiteroristickou skupinu, která v září 1974 úspěšně zajala členy Rudých brigád Renata Curciu a Alberta Franceschiniho.
Dalla Chiesa mimo jiné vyšetřoval smrt Maura de Maura, novináře zabývajícího se vyšetřováním smrti Enrika Matteiho, generálního manažera italské ropné společnosti Agip.
Zpráva argentinské Národní komise pro vyšetřování zmizelých osob (Comisión National sobre la Desaparición de Personas) v předmluvě uvádí, že Dalla Chiesa po únosu bývalého premiéra Alda Mora, zavražděného Rudými brigádami v roce 1978, odmítl připustit v Itálii mučení. Na návrh použít při vyšetřování mučení Dalla Chiesa řekl: „Itálie může přežít ztrátu Alda Mora, ale zavedení mučení by nepřežila.”
1. května 1982 byl Dalla Chiesa jmenován prefektem Palerma; jeho úkolem bylo zastavení násilností během tzv. druhé války proti mafii. Byl zavražděn v Palermu 3. září 1982 na rozkaz mafiánského bosse Salvatora Riiny. Když se svou druhou ženu Emanuelou Setti Carrarovou jel nočním Palermem, dojela je skupina střelců na motorkách a jejich auto vytlačili ze silnice, takže narazilo do stojícího automobilu. Střelci zahájili palbu, zabili jak Dalla Chiesu, tak jeho ženu a jejich doprovod, policistu Domenika Russa. Hlavním vrahem byl Giuseppe Greco, který byl později odsouzen v nepřítomnosti v rámci tzv. „maxiprocesu“. V rámci tohoto procesu bylo odsouzeno také mnoho dalších spolupachatelů včetně jednadvacetiletého Giuseppa Luccheseho. Riina a další mafiánští bossové, jako na příklad Benedetto Santapaola, byli v nepřítomnosti rovněž odsouzeni.